# Asterocampa clyton
Asterocampa clyton là một loài bướm bản địa Bắc Mỹ, đặc biệt là nửa phía đông từ Canada đến miền bắc Mexico. Không nên nhầm lẫn chúng với một loài bướm Asterocampa rất giống nhau, Asterocampa celtis, có thể được phân biệt bởi màu trắng
những đốm gần trước cánh của nó.
Phía trên chủ yếu là màu nâu đậm. Cánh trước nâu cam với những đốm màu vàng cam nhạt. Mặt dưới chủ yếu là màu xám nâu với phần nhô ra có một số dấu màu vàng nhạt và màu đen. Sải cánh đo từ 2 đến 2,6 inch (51 đến 66 mm).m